# Negreaella yumuriensis
Negreaella yumuriensis is een hooiwagen uit de familie Biantidae.